# 沃尔泰拉
43°24′N 10°52′E / 43.400°N 10.867°E

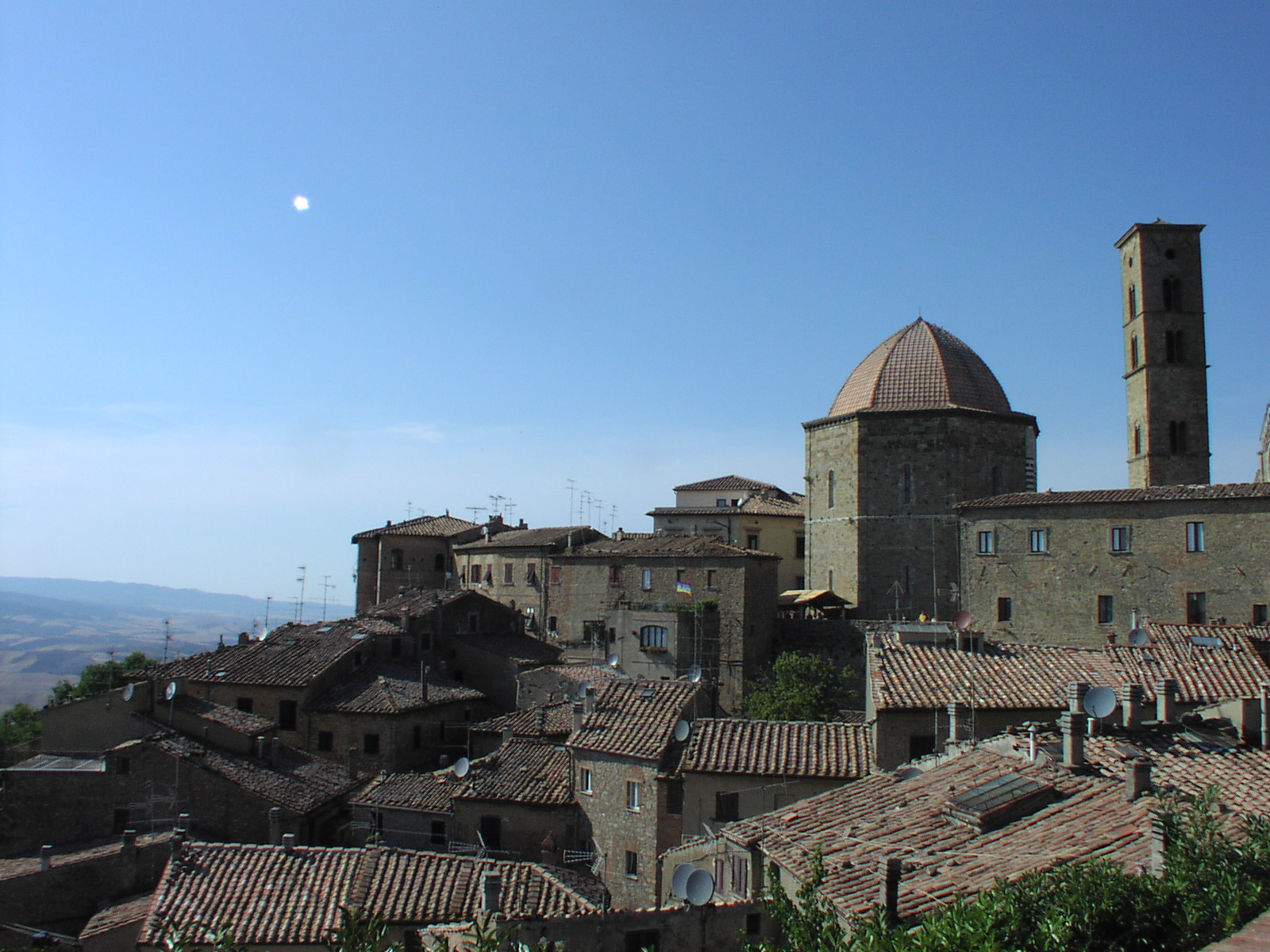
沃尔泰拉景观

沃尔泰拉（意大利语：Volterra）意大利托斯卡纳大区的一个城镇，属于比萨省，2004年人口11309。
城内有一座建于罗马时代的剧场。

## 友好城市
- 法国 芒德
- 德国 文西德尔